# 백석생활체육공원
백석생활체육공원(白石生活體育公園, Baekseok Sports Park)은 대한민국 경기도 양주시에 있는 스포츠 시설이다. 인조잔디 필드와 탄성포장재 트랙이 갖춰진 다목적 경기장이 설치되어 있으며, 2013년 5월에 준공되었다.

## 참고 문헌
- 《전국 공공체육 시설 현황 (2017년말 기준)》. 대한민국 문화체육관광부. 2019.
- 《2019년 전국 공공체육시설 현황 (2018년말 기준)》. 대한민국 문화체육관광부. 2020.